# Consumação

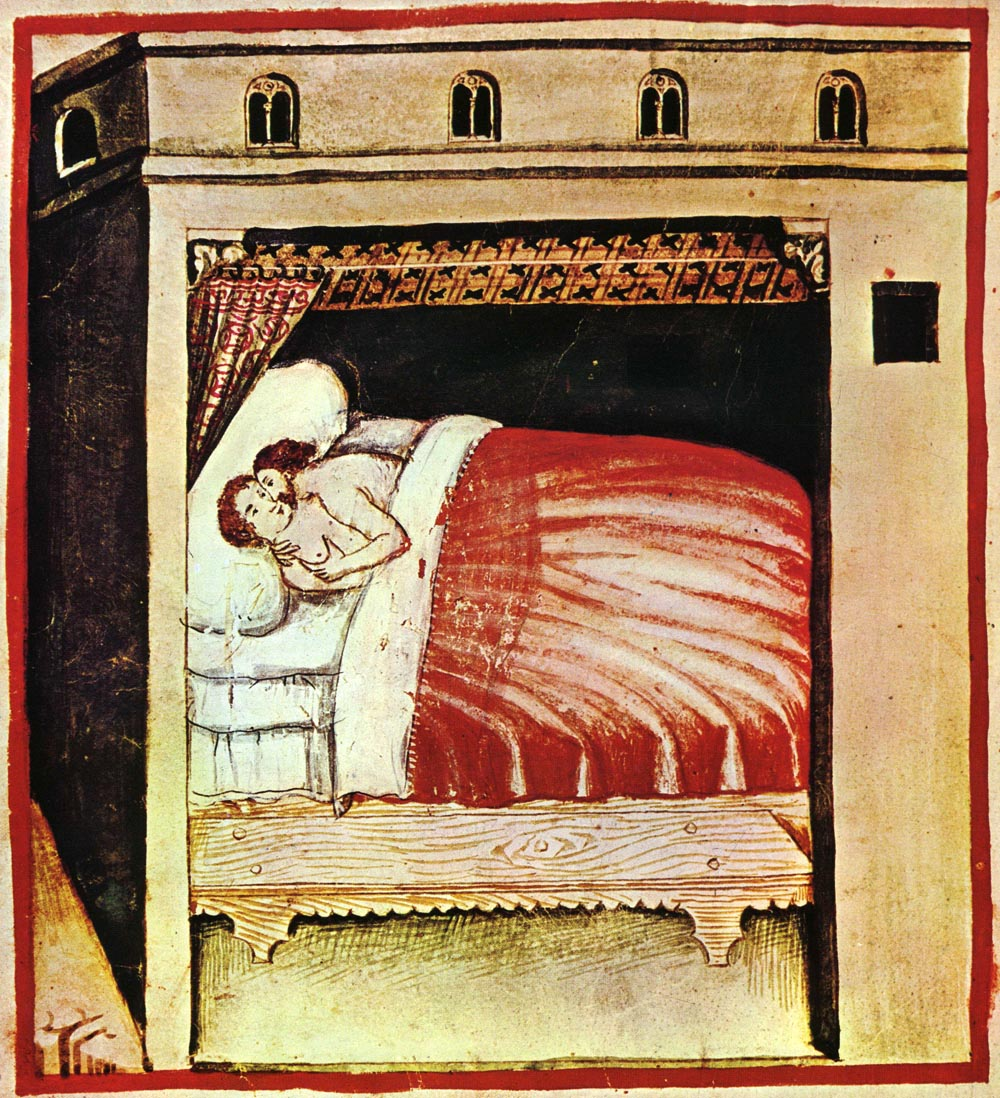
Ilustração do Tacuinum Sanitatis, um livro medieval sobre o bem-estar.

A consumação de um casamento, comumente chamada apenas de consumação, em muitas tradições e leis do direito civil ou religioso, é o primeiro (ou o primeiro oficialmente creditado) ato de relação sexual entre um homem e uma mulher após se casarem um com o outro. O seu significado jurídico surge das teorias de casamento como tendo o objetivo de produzir descendentes legalmente reconhecidos dos parceiros, ou de fornecer sanção de seus atos sexuais juntos, ou ambos, e equivale a uma cerimônia de casamento pela qual se completa a criação do estado de ser casado. Assim, em algumas tradições ocidentais, um casamento não é considerado um contrato vinculativo até que tenha sido consumado.
Dentro da Igreja Católica, uma união que ainda não foi consumada, independentemente do motivo da não consumação, pode ser dissolvida e anulada pelo Papa. Além disso, a incapacidade ou a intenção de recusar-se a consumar o casamento é motivo provável para uma anulação. O Código de Direito Canônico Católico define um casamento como consumado quando os 
"Cônjuges realizaram entre si de uma forma humana de um ato conjugal que, por si só é adequado para a procriação da prole, para que o casamento é ordenado por sua natureza e pelo qual os cônjuges se tornam uma só carne." 
Assim, alguns teólogos, como o padre John A. Hardon, S.J afirma que a ligação com a contracepção não consuma o casamento.